# مافوي
مافوي (بالإنجليزية: Mafuie)‏ رب الهزات الأرضية في ساموا.